# Oro vil
Oro vil ist ein spanischer Spielfilm aus dem Jahr 1941. Der von Eduardo García Maroto inszenierte Film ist eine Westernparodie und somit der erste in Spanien produzierte Film des Genres.

## Handlung
Nachdem sich seine Verlobte von ihm abgewendet hat, sucht Doctor Alberto sein Glück in Amerika zu Zeiten des Goldrausches.

## Kritik
„(Der Film) verdient gar keinen Kommentar, da er einen leicht vermeidbaren Rückschritt darstellt. Die Auswahl des Stoffes war ein großer Fehler.“ schreibt Fernando Méndez Leite in seiner Historia del cine español

## Bemerkungen
Die spanische Zensur ließ den Film auf ein Drama umschneiden, wodurch der Film seine Intention verlor. Die Stuntszenen wurden als „rustikal“ bezeichnet.
Der Regisseur musste die Dreharbeiten des Filmes unterbrechen, um während der Erkrankung des Spielleiters vorübergehend an der Vorzeigeproduktion Raza in dieser Funktion zu arbeiten.
Für Conrado San Martín war es die erste Filmrolle.